# Orbán Lajos (újságíró)
Orbán Lajos (Tordátfalva, 1924. szeptember 18. – 1998. május 19.(k. n.)) erdélyi magyar újságíró, műfordító.

## Életútja
Középiskolát Sepsiszentgyörgyön és Székelykeresztúron végzett (1940), a Bolyai Tudományegyetemen magyar-francia szakos diplomát szerzett (1945). Újságírói pályáját a Világosságnál kezdte (1947–52), majd az Előre (1952-65) és az Igazság (1965–84) szerkesztője. Riportjai közül kiemelkednek a Zselykről szóló beszámolói. Magyarra fordította Eusebiu Camilar és Francisc Munteanu regényeit (A mag kicsírázik. 1952; A Maros menti város. 1956).
Egyetlen regénye a Kitérő (1959), amelyről Szőcs István megállapítja: „... élményszerű valóságismeretből fakad a könyv cselekménye", kár, hogy "életanyagát minden igyekezete ellenére sem tudta helyes eszmei összefüggésekben értelmezni”.